# 卡姆揚卡 (盧漢斯克區)
48°14′31″N 39°23′39″E / 48.24194°N 39.39417°E
卡姆揚卡（烏克蘭語：Кам'янка）是位於烏克蘭東部的村莊，由盧漢斯克州盧漢斯克區的盧圖希內市鎮負責管轄。該村面積7.91平方公里，海拔高度119米，2001年人口482，人口密度每平方公里60.9人。